# Bertram Pohl
Bertram Pohl (* 1. August 1871 in Scheven; † nach 1932) war ein deutscher Politiker (VRP).

## Leben
Pohl war Offizier der Preußischen Armee und diente beim 1. Rheinischen Pionier-Bataillon Nr. 8 in Koblenz. Er besuchte die Festungsbauschule und beschäftigte sich im Anschluss mit dem Bau von Befestigungsanlagen in Köln, Cuxhaven und Ulm. Er war Entwurfsberater des Berliner Ingenieurkomitees für Befestigungsanlagen auf Helgoland und an der Küste sowie Bauleiter großer Festungs- und Hochbauten. Während des Ersten Weltkrieges wurde er als Soldat an der Westfront eingesetzt.
Nach dem Kriegsende setzte Pohl seine Tätigkeit beim Ingenieurkomitee fort, zuletzt als Major beim Heereszeugamt in Berlin. Im Anschluss arbeitete er als Beamter in der Reichsbauverwaltung. Des Weiteren war er Gründer der Schutzsparkassen der geschädigten Hypothekengläubiger und Sparer, Gründer der Genossenschaften mbH im Rheinland sowie Chefredakteur der Wochenschrift Der Rheinische Sparer. Seinen Wohnsitz hatte er in Düsseldorf-Oberkassel.
Im Mai 1928 wurde Pohl als Abgeordneter für die Reichspartei für Volksrecht und Aufwertung (VRP) in den Preußischen Landtag gewählt, dem er bis 1932 als Mitglied der Deutschen Fraktion angehörte. Im Parlament vertrat er den Wahlkreis 22 (Düsseldorf-West).